# Golf op de Olympische Zomerspelen 1900
Golf is een van de sporten die beoefend werden tijdens de Olympische Zomerspelen 1900 in Parijs. Het toernooi werd gespeeld op de Golf de Compiègne ten Noorden van Parijs.

## Heren
De 12 heren speelden 36 holes (4 rondes van 9 holes) op 2 oktober.
| rang   | sporter                   | land | ronde 1  | ronde 2  | totaal |
| ------ | ------------------------- | ---- | -------- | -------- | ------ |
| Goud   | Charles Sands             | USA  | 82       | 85       | 167    |
| Zilver | Walter Rutherford         | GBR  | onbekend | onbekend | 168    |
| Brons  | David Donaldson Robertson | GBR  | onbekend | onbekend | 175    |
| 4      | Frederick Taylor          | USA  | onbekend | onbekend | 182    |
| 5      | H. E. Daunt               | FRA  | onbekend | onbekend | 184    |
| 6      | George Thorne             | GBR  | onbekend | onbekend | 185    |
| 7      | William Bathurst Dove     | GBR  | onbekend | onbekend | 186    |
| 8      | Albert B. Lambert         | USA  | 94       | 95       | 189    |
| 9      | Arthur Lord               | FRA  | onbekend | onbekend | 221    |
| 10     | A. Deschamps              | FRA  | onbekend | onbekend | 231    |
| 11     | Alexandros Mercati        | GRE  | onbekend | onbekend | 246    |
| 12     | van de Wynckélé           | FRA  | onbekend | onbekend | 252    |

## Dames
De 10 dames speelden 9 holes op 3 oktober.
| rang   | sporter                 | land | totaal |
| ------ | ----------------------- | ---- | ------ |
| Goud   | Margaret Ives Abbott    | USA  | 47     |
| Zilver | Pauline Whittier        | USA  | 49     |
| Brons  | Daria Pratt             | USA  | 53     |
| 4      | Froment-Meurice         | FRA  | 56     |
| 5      | Ellen Ridgway           | USA  | 57     |
| 6      | Robert Fournier-Sarlovè | FRA  | 58     |
| 7      | Mary Abbott             | USA  | 65     |
| 7      | Fain                    | FRA  | 65     |
| 9      | Gelbert                 | FRA  | 76     |
| 10     | A. Brun                 | FRA  | 80     |

## Medaillespiegel
| rang   | land             | goud | zilver | brons | totaal |
| ------ | ---------------- | ---- | ------ | ----- | ------ |
| 1      | Verenigde Staten | 2    | 1      | 1     | 4      |
| 2      | Groot-Brittannië | 0    | 1      | 1     | 2      |
| totaal | totaal           | 2    | 2      | 2     | 6      |

Parijs 1900 · 
St. Louis 1904 · 
Rio de Janeiro 2016 · 
Tokio 2020 · 
Parijs 2024 · 
Los Angeles 2028 
Olympische medaillewinnaars
Atletiek · Boogschieten · Cricket · Croquet · Golf · Paardensport · Pelota · Polo · Roeien · Rugby · Schermen · Schietsport · Tennis · Touwtrekken · Turnen · Voetbal · Waterpolo · Wielersport · Zeilen · Zwemmen